# Oedembia burmana
Oedembia burmana är en insektsart som beskrevs av Ross 2007. Oedembia burmana ingår i släktet Oedembia och familjen Embiidae.
Artens utbredningsområde är Myanmar. Inga underarter finns listade i Catalogue of Life.